# 5-я дивизия Добровольческой армии
5-я дивизия (5-я д) — воинское соединение в Крымско-Азовской Добровольческой армии Вооружённых сил Юга России во время Гражданской войны в России.

## История
1919 год
19 января (по старому стилю) в Крымско-Азовской Добровольческой армии Вооружённых сил Юга России сформирована 5-я дивизия.
Дивизия включала:
- Сводно-гвардейский полк[1]

Сводно-гвардейский полк. (Гвардейский Сводный пехотный полк, Сводный Гвардейский пехотный полк). Сформирован приказом от 19 октября 1918 года в Добровольческой армии. Первоначально в него сводились все офицеры гвардии, но вскоре кавалеристы выделились в отдельные формирования. 19 января 1919 года включен в состав 5-й дивизии, с 6 марта по июль входил в отряд генерала М. Н. Виноградова. Командиры: полковник Н. Н. Дорошевич (до октября 1918; убит), полковник А. А. Морозов (октябрь 1918), генерал-майор П. Э. Тилло (25 октября 1918 — 11 мая 1919), полковник Михайлов (врид; весна 1919), полковник Г. В. Сакс (врид; с 30 марта 1919), полковник Е. Ф. Мантуров (врид; 22 мая — 17 июня 1919), генерал-майор барон Н. И. Штакельберг (с 16 мая 1919).,
- Мелитопольский пехотный батальон (сформирован из Мелитопольского отряда. С 19 января 1919 в 5-й дивизии, с 27 января 1919 полк)[1][6]
- Бердянский пехотный батальон (сформирован из Бердянского отряда)[1]
- Перекопский пехотный батальон (сформирован из Перекопского отряда)[1]
- 1-й артиллерийский дивизион (из формирующегося 1-го гвардейского артиллерийского дивизиона)[1]
- 2-й артиллерийский дивизион (из формирующегося 2-го гвардейского артиллерийского дивизиона)[1]
- 3-й артиллерийский дивизион (из формирующегося Гвардейского сводного тяжёлого артиллерийского дивизиона)[1]
- Отдельную конно-горную батарею (из Горной батареи Сводно-гвардейского полка)[1]
- Запасный кавалерийский полк сформирован в Добровольческой армии на территории Таврической губернии, входил в состав Крымской дивизии. 19 января 1919 года включён в состав 5-й пехотной дивизии. Командир полка полковник В. С. Гершельман (1918 — 20 февраля 1919). Полк расформирован 22 мая 1919.[1],[7][1]

В январе командир Сводно-Гвардейского полка генерал-майор П. Э. Тилло назначен командир гвардейского отряда Крымско-Азовской Добровольческой армии.
27 января Мелитопольский пехотный батальон переформирован в Мелитопольский пехотный полк.
9 февраля (ст.ст.) по железной дороге в г. Мелитополь Мелитопольского уезда Таврической губернии в распоряжение Начдива-5 генерала Н. Н. Шиллинга прибыл 1-й офицерский батальон Симферопольского Офицерского полка (далее Симф. Оф.полк) 4-й дивизии под командованием штабс-капитана Н. И. Орлова. Батальон был расквартирован в Мелитополе.
14 февраля (ст.ст.) 1-й оф. батальон Симф. Оф.полка из Мелитополя отправлен на ж.д. станцию Верхний Токмак в распоряжение командира Гвардейского отряда генерал-майора П. Э. Тилло. 
С 16 февраля (ст.ст.) начались боевые действия между белым Гвардейским отрядом генерал-майора П. Э. Тилло с повстанческими отрядами украинского атамана Н. И. Махно уроженца Екатеринославской губернии.
Повстанцы-украинцы отбили у белых ж.д. ст. Верхний Токмак и деревни Кириловка, Басань, Петропавловка. 1-й оф. батальон Симф. Оф.полка потерял убитыми 2 офицеров и ранеными 4 офицеров и 1 солдата. Под давлением украинских повстанческих отрядов атамана Н. Махно белый Гвардейский отряд генерала П. Э. Тилло отошёл на линию Могила Токмак — Новополтавка — Семёновка, 1-й офицерский. батальон Симферопольского Офицерского полка занял район высота Могила Токмак — Новополтавка.
Генерал-майор П. Э. Тилло, имея сведения о том, что атаман Н. И. Махно сосредоточивает свои отряды в районе Пологи — Конские Раздоры — Басань — Орехов предположительно для дальнейшего наступления, готовил свои войска к наступлению на Пологи — Гуляй Поле (в с. Гуляйполе Александровского уезда находился штаб атамана Н. Махно).
23 февраля (ст.ст.) войска белого Гвардейского отряда генерала П. Э. Тилло занимали исходные рубежи для наступления, назначенного на 24 февраля.
23 февраля (ст.ст.) атаман 3-й Заднепровской Украинской советской бригады 1-й Заднепровской Украинской советской дивизии Н. И. Махно сам перешёл в наступление и занял ж.д. ст. Верхний Токмак, прервав связь белого Гвардейского отряда генерала П. Э. Тилло 5-й дивизии с г. Мелитополем, предупредив наступление белых войск. Наступление гвардейцев генерала П. Э. Тилло было отменено.
24 февраля (ст.ст.) у д. Новополтавки с наступающими войсками атамана Н. И. Махно вступил в бой белый Отряд генерала П. Э. Тилло. Белые войска с трудом сдерживали наступающих и под их давлением вели арьергардный бой. В этом бою участвовали и 1-я, 2-я и 4-я роты 1-го оф. батальона Симф. Оф. полка с 2 пулемётами, 2 орудиями и бронепоездом «Муромец».
24 февраля с 12:00 ж.д. ст. Большого Токмака Бердянского уезда Таврической губернии оборонял отряд под командованием капитана Стольникова.
Заднепровцы-махновцы тремя густыми цепями (примерно 3000—4000 чел.) начали наступление на участок ж.д. «Верхний Токмак — Семёновка» включительно, имея на левом фланге, восточнее железной дороги, 150—200 конных всадников при поддержке 2 орудий. Перед ними занимал оборону 1-й оф. Батальон Симф. оф. полка. 4-я рота с 2 пулемётами занимала высоту Могила Токмак, 1-я и 2-я роты с 2 орудиями занимали д. Новополтавку. Орудия заняли позицию южнее Новополтавки. Махновцы, несмотря на численное превосходство, наступали очень медленно, открыв ружейный огонь с 2—3 верст. Орудия белых метким огнём сдерживали наступление махновцев.
Около 15.00 махновцы заняли д. Семёновку, на левом фланге, и начали наступление в охват белого левого фланга. Атаманская конница наступала восточнее железной дороги «Верхний Токмак — Бельманка». Бронепоезд «Муромец», шедший из Бельманки, скатился под откос и не смог оказать помощь своим войскам. Белогвардейские цепи и пулемёты открыли огонь по коннице.
Артиллерия отряда капитана Стольникова расстреляла все снаряды, махновцы уже угрожали тылу и путям отхода на с. Черниговку, поэтому Стольников сильным ружейным и пулемётным огнём остановил наступление махновцев и быстро отвёл офицерские роты на южную окраину деревни Новополтавки. Оттуда отряд отошёл на Черниговку, потом к 20.00 прибыли в Вальдгейм.
В Вальдгейме сосредоточился весь Гвардейский отряд генерала П. Э. Тилло. Генерал П. Э. Тилло не имел связи с начдивом-5 генералом Н. Н. Шиллингом, поэтому идти на Мелитополь было рискованно. Генерал решил обойти уездный город Мелитополь Мелитопольского уезда с востока и двигаться в Таврию (Крым) по дороге Вальдгейм — Астраханка — Вознесенское — Константиновка — хутор Луковича — Родионовка.
25 февраля (ст.ст.), на рассвете, Гвардейский отряд генерала П. Э. Тилло, посаженный на подводы, выступил в направлении на Астраханку, имея в арьергарде 1-й оф. батальон Симферопольского Офицерского полка 4-й дивизии.
В ночь с 25 на 26 февраля Отряд генерал-майора П. Э. Тилло прошёл с. Астраханку и двинулся далее на Тихоновку — Вознесенское — Константиновку — хутор Луковича, где отряд должен был переправиться через р. Молочную. Двигались скрытно и всё время без разведки. В Константиновке узнали, что в городе Мелитополе махновских войск нет, а станция занята белыми войсками. Генерал П. Э. Тилло, не решившись послать разведку на станцию, приказал двигаться на переправу через р. Молочную. Капитан Стольников самостоятельно отправился на станцию Мелитополь, где нашёл белый отряд (возможно, полковника Михайлова, командира батареи 13-й артбригады), выяснил обстановку и по телеграфу получил приказание Начдива-5 генерала Н. Н. Шиллинга генералу П. Э. Тилло немедленно с ним связаться через ж.д. ст. Акимовка и дальше ж.д. ст. Родионовки не двигаться.
С 26 февраля (ст.ст.) в состав дивизии вошёл Сводный полк гвардейской кирасирской дивизии (с 26 февраля по 22 мая).
Вечером 27 февраля 1-й оф. батальон Симф. Оф.полка был выведен из состава Гвардейского отряда генерала П. Э. Тилло и командир батальона получил самостоятельную задачу — занять ж.д. ст. Акимовку.
С 27 февраля и до 5 марта (ст.ст.) 1-й оф. батальон (1, 2 и 4-я роты) Симф. Оф. полка вёл арьергардные бои (оборонительные бои при отступлении) от ж.д. ст. Акимовка, далее по линии жел. дороги до ж.д. ст. Рыково.
1 марта 5-я дивизия вела сдерживающие бои в северной Таврии.
5 марта с рубежа обороны «ж.д. ст. Акимовка — линия железной дороги до ст. Рыково» 1-й оф. батальон (1, 2 и 4-я роты) Симф. Оф. полка был перевезён на ж.д. ст. Джанкой в Таврии.
6 марта Сводно-гвардейский полк, командир полка генерал-майор П. Э. Тилло (25.10-11.05.1919), изъят из 5-й дивизии и включён в Отряд генерала Виноградова.,
21 мая (ст.ст.) 1919 года 5-я дивизия получила наименование 5-я пехотная дивизия.

## Командование
Начальник дивизии:
- генерал-лейтенант Н. Н. Шиллинг (22 января (ст.ст.) — 21 мая (ст.ст.) 1919)[1]

Начальник штаба:
- полковник Б. Н. Сергеевский (с 24 января (ст.ст.) 1919)[1]

## Состав
На 19 января (ст.ст.) 1919: Крымско-Азовская Добровольческая армия
- Сводно-гвардейский полк[1]
- Мелитопольский пехотный батальон (сформирован из Мелитопольского отряда; с 27 января 1919 полк)[1]
- Бердянский пехотный батальон (сформирован из Бердянского отряда)[1]
- Перекопский пехотный батальон (сформирован из Перекопского отряда)[1]
- 1-й артиллерийский дивизион (из формирующегося 1-го гвардейского артиллерийского дивизиона),[1]
- 2-й артиллерийский дивизион (из формирующегося 2-го гвардейского артиллерийского дивизиона)[1]
- 3-й артиллерийский дивизион (из формирующегося Гвардейского сводного тяжёлого артиллерийского дивизиона)[1]
- Отдельная конно-горная батарея (сформирована из Горной батареи Сводно-гвардейского полка)[1]
- Запасный кавалерийский полк[1]

С 26 февраля (ст.ст.) в состав дивизии вошёл Сводный полк гвардейской кирасирской дивизии (с 26 февраля по 22 мая).